# 格威瑟府

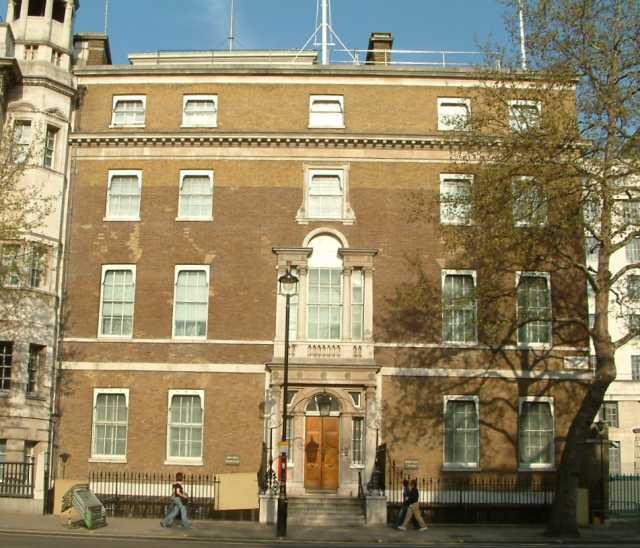
格威瑟宮

51°30′15″N 0°07′33″W / 51.5042°N 0.1258°W
格威瑟府（英語：Gwydyr House）是位於英國倫敦白廳的一座II*級登錄建築，也是威爾斯事務部的辦公地點，位於蘇格蘭事務部的多佛府的對面。格威瑟府修築於1772年，耗資6,000英鎊。

## 外部連結
- . Survey of London.   [2017-08-15]. （原始内容存档于2019-12-03）.
- . Wales Office. （原始内容存档于29 January 2013）.